# スーパーロコモーティブ
『スーパーロコモーティブ』(Super Locomotive)は、1982年12月にセガが発売したアーケードゲームである。セガが主催したゲームアイディアコンテストで優秀賞を獲得した埼玉県蕨市在住の男子の作品を製品化した。基板の出回りが極端に少なく、中古市場に出ると数十万で取引されるなど、マニアの間では希少なゲームとして知られている。
アクションとシューティングの両方の要素を持った本作は、路線上を走る列車を敵（デビル軍団）の攻撃や様々な妨害をかいくぐりながら駅へと導く内容である。

## ゲーム内容

### 画面構成
画面は上下2つに分割されている。上画面はトップビューで、路線や自分の列車・敵の位置、信号を把握できる。下画面はサイドビューとなっておりこちらの画面で操作を主に行い、自分の列車・敵の位置を把握できる。敵の位置や高度、信号の色を見極めつつ自機を右側の進行方向に進めていく。　進行を阻む敵は列車、爆弾を投下する飛行船、ミサイルを発射する複葉機、踏切で進路を塞ぐトラックなどがいる。

### 基本ルール
自機の操作は4方向レバー+2ボタン。レバーの上下で進路の転換を行い、左右で自機の前進(右側)後退(左側)を行う。前進に対して、後退は速度が劣る。　ボタンは「スモーク・ボタン」と「チェンジ・ボタン」があり、スモークは押す時間によってスモークを発射する高さを変えることができ、高さを調整することによって地上を走行する敵の機関車と新幹線や、上空を飛行している複葉機、飛行船や爆弾、ミサイルなどを破壊する。
チェンジは一定時間走行スピードが上がり無敵（スーパー・ロコモーティブ）状態になる。ただし、自機のエネルギーを消費してしまう。エネルギーがなくなるとスモークもチェンジも行えなくなるため、燃料輸送車や燃料塔に接触し回復を行う必要がある。
現金輸送車に接触するとボーナスポイント。敵機・爆弾・ミサイル、トラックに接触したり、赤信号に突入するとミス。

### 遊び方
プレイヤーは画面向かって右側に走行して、一定距離を走行し駅まで到着すればラウンドクリア。エネルギーの残量がボーナスとして加算され、ボーナスシーンに移り、そのあと次面が始まる。
線路は横に3～5本敷設してあり、切り替えポイントでレバーの上下操作を行うと、隣の線路に移行することができ、左から迫ってくる敵や、ミサイルなどをやり過ごしたり、赤信号やトラックを避けることができる。　
道中トンネルを通過する際には、敵の爆撃機、複葉機、飛行船、爆弾、ミサイルがトンネルに阻まれやり過ごすことができる。　鉄橋上にいるときは、爆弾、ミサイルが鉄橋に阻まれやり過ごすことができる。　踏切は、時折トラックが線路上を通過するので、事前に別の線路に移動してトラックを回避するか、無敵（スーパー・ロコモーティブ）状態でトラックに体当たりすることで破壊できる。　青信号は通過すると赤信号に切り替わり、左から追いかけてくる、敵機関車、新幹線が接触すると破壊することができる。　初めから赤信号になっている箇所や、青信号を敵が通過して赤信号になった箇所は接触するとミスになる。
ボーナスシーンでは先のラウンドで破壊した敵機と同数の敵機をスモークで破壊する。『ギャラガ』（ナムコ）のチャレンジングステージに似ているが、自機の移動は出来ない。

### 敵
敵は空から攻撃してくるタイプ、左側(自機後方)から迫って体当たりしてくるタイプ、線路上に存在し妨害するタイプに分かれる。
空から攻撃するタイプ
飛行船:右側より出現し、自機の右側で爆弾を投下する。　爆弾は慣性で少しずつ右に移動しながら落下する。　自機より少し前方で投下するので、右への移動速度を緩めるとやり過ごすこともできる。
複葉機:左側から出現し、自機の左側から爆弾を投下する。　ラウンドが進むと滑空高度が下がってきて、爆弾の投下高度も近くなり難易度が上昇する。
爆撃機:トップビューの左側にのみ表示がされて、複数のミサイルを発射する。　ミサイルは爆弾に比べて滞空時間が長いので右側に移動している限りは、自機に接触する可能性が高い。直接破壊はできないがトンネルに差し掛かると消すことができる。
左側から迫ってくるタイプ
敵機関車:左側から追いかけてきて、自機に体当たりを仕掛けてくる。　先行している機関車が青信号を通過すると赤信号に変わるので、右側にやり過ごしても注意が必要。　
敵新幹線:左側から追いかけてきて、自機に体当たりを仕掛けてくる。　機関車より車高が低いのでスモークが当てづらい。
線路上に存在し妨害するタイプ
トラック:踏切に時折出現し、線路を横断していて上から下に向かって移動する。　大体は真ん中あたりにいるので、事前に上下の端の線路に移動して躱すか、無敵状態で破壊する。
赤信号:出現時から赤信号になっているものと、敵機関車、敵新幹線が青信号を通過して赤信号に変化したものがある。　赤信号のある箇所を避けるか、無敵状態で破壊する。

## 移植版
| No. | タイトル               | 発売日             | 対応機種                               | 開発元   | 発売元 | メディア         | 型式              | 備考 |
| --- | ---------------------- | ------------------ | -------------------------------------- | -------- | ------ | ---------------- | ----------------- | ---- |
| 1   | スーパーロコモーティブ | INT 2022年10月27日 | メガドライブ ミニ2 SEGA Genesis Mini 2 | エムツー | セガ   | プリインストール | HAA-2524 MK-16310 |      |

メガドライブミニ2に収録されるまで、長らく家庭用ゲーム機への移植がされていなかった。SC-3000発売前のソフトウェアラインナップにはあったが、実際に発売はされなかった。2016年12月22日発売の『セガ3D復刻アーカイブス3 FINAL STAGE』にて、エムツーの堀井直樹からは本作とメガドライブ版の『三輪サンちゃん』の収録の提案があったが、実現されなかった。
原作ではメインBGMとしてイエロー・マジック・オーケストラ（YMO）の『RYDEEN（ライディーン）』が用いられていたが
、メガドライブミニ2への移植に当たっては、YMOのオマージュグループであるオリエンタル・マグネチック・イエロー（OMY）の細江慎治が作曲した『RYZEEN（ライジーン）』に差し替えられている。前述の『セガ3D復刻アーカイブス3』への収録提案の際には、すでに細江より『RYZEEN』の使用許諾を得ていたという。細江は『RYZEEN』のメガドライブ版アレンジの監修も行った。